# Galen Rupp
Galen Rupp (Portland, 8 mei 1986) is een Amerikaanse langeafstandsloper, die is gespecialiseerd in de 10.000 m. Hij nam driemaal deel aan de Olympische Spelen en won hierbij een zilveren en een bronzen medaille.

## Biografie

### Jeugd
Rupp bezocht de Central Catholic High School in Portland en hierna van 2005 tot 2009 de Universiteit van Oregon in Eugene. In deze tijd ontwikkelde hij zich onder begeleiding van zijn trainer Alberto Salazar tot het grootste talent van het land. Hij won diverse titels en verbeterde records op verschillende lange afstanden en veldloopwedstrijden bij de NCAA. 
Rupp begon zijn atletiekcarrière met name op de 5000 m. Op deze afstand won hij in 2002 brons bij de Amerikaanse jeugdkampioenschappen en een jaar later won hij goud bij de Pan-Amerikaanse jeugdkampioenschappen in Bridgetown. In 2004 werd hij voor het eerst Amerikaanse jeugdkampioen op deze afstand. Ook werd hij dat jaar de Amerikaanse jeugdkampioen veldlopen. Voor zijn prestaties werd hij in Amerika verkozen tot 'High School Athlete of the Year'.

### Senioren
In 2007 kwam Galen Rupp uit op de 10.000 m bij de wereldkampioenschappen in Osaka. Hij behaalde een elfde plaats. Een jaar later maakte hij zijn olympische debuut op de Olympische Spelen van Peking. Op de 10.000 m eindigde hij als dertiende met een tijd van 27.36,99. De wedstrijd werd gewonnen door Kenenisa Bekele met een verbetering van het olympisch record in 27.01,17.
Rupp boekte zijn eerste successen bij de senioren in 2009. Dat jaar won hij tijdens de Amerikaanse kampioenschappen de titel op de 10.000 m en tijdens de NCAA-indoorkampioenschappen die op zowel de 3000 m als de 5000 m. Drie jaar later won hij zilver op de 10.000 m bij de Olympische Spelen in Londen. Met een tijd van 27.30,90 werd hij alleen nipt voorbijgestreefd door Mo Farah, die de wedstrijd won in 27.30,42.
In 2016 debuteerde Rupp op de marathon. Hij maakte zijn debuut bij de US Olympic Trials in Los Angeles, die hij meteen won in 2:11.13. Op de Olympische Spelen van 2016 in Rio de Janeiro veroverde hij een bronzen medaille op de marathon. Zijn persoonlijke recordtijd van 2:10.05 werd alleen onderboden door de Keniaan Eliud Kipchoge (goud; 2:08.44) en Ethiopiër Feyisa Lilesa (zilver; 2:09.54).
In oktober 2017 won hij de Chicago Marathon en versloeg tijdens deze wedstrijd diverse van 's werelds beste marathonlopers van dat moment. Hij was de eerste Amerikaan van geboorte in 35 jaar die deze marathon wist te winnen sinds Greg Meyer in 1982.
Galen Rupp traint bij het Nike Oregon Project van Alberto Salazar met onder andere Mo Farah en Matthew Centrowitz. Hij is aangesloten bij Oregon Ducks.

## Titels
- Amerikaans kampioen 5000 m - 2012
- Amerikaans kampioen 10.000 m – 2009, 2010, 2011, 2012, 2013, 2014, 2015
- NCAA-veldloopkampioen – 2008
- NCAA-indoorkampioen 3000 m - 2009
- NCAA-indoorkampioen 5000 m - 2009
- Pan-Amerikaans juniorkampioen 5000 m – 2003

## Persoonlijke records
Baan
| Onderdeel   | Prestatie        | Datum            | Plaats    |
| ----------- | ---------------- | ---------------- | --------- |
| 800 m       | 1.50,00          | 2 mei 2009       | Palo Alto |
| 1500 m      | 3.34,15          | 5 september 2014 | Brussel   |
| 1 Eng. mijl | 3.52,11          | 27 juli 2013     | Londen    |
| 3000 m      | 7.43,24          | 13 augustus 2010 | Londen    |
| 5000 m      | 12.58,90         | 2 juni 2012      | Eugene    |
| 10.000 m    | 26.44,36 (ex-AR) | 30 mei 2014      | Eugene    |

Indoor
| Onderdeel   | Prestatie     | Datum            | Plaats    |
| ----------- | ------------- | ---------------- | --------- |
| 1500 m      | 3.34,78       | 26 januari 2013  | Boston    |
| 1500 m      | 3.34,78+      | 26 januari 2013  | Boston    |
| 1 Eng. mijl | 3.50,92       | 26 januari 2013  | Boston    |
| 2000 m      | 5.04,43       | 2 februari 2013  | Boston    |
| 3000 m      | 7.30,16 (NR)  | 21 februari 2013 | Stockholm |
| 2 Eng. mijl | 8.07,41 (NR)  | 25 januari 2014  | Boston    |
| 5000 m      | 13.01,26 (NR) | 16 januari 2014  | Boston    |

Weg
| Onderdeel      | Prestatie | Datum            | Plaats         |
| -------------- | --------- | ---------------- | -------------- |
| 5 km           | 13.39     | 25 november 2010 | San José (USA) |
| 10 Eng. mijl   | 46.24     | 2 september 2018 | Tilburg        |
| 20 km          | 59.04     | 4 september 2017 | New Haven      |
| halve marathon | 59.47     | 11 maart 2018    | Rome           |
| marathon       | 2:06.07   | 6 mei 2018       | Praag          |

## Palmares

### 3000 m
- 2003:  Oregon Twilight in Eugene - 8.14,00
- 2003: 7e WK U20 in Sherbrooke - 8.10,42
- 2004:  Kajaks International Track Classic in Richmond - 8.03,67
- 2005: 4e International Meeting in Lignano - 7.49,16
- 2006: 4e Oregon Preview in Eugene - 8.14,20
- 2008:  Adidas Track Classic in Carson - 7.51,17
- 2010: 5e Aviva London Grand Prix in Londen - 7.43,24
- 2011:  Amerikaanse indoorkamp. - 7.59,91
- 2013:  Oregon Twilight in Eugene - 7.46,34
- 2014:  Amerikaanse indoorkamp. - 7.48,19
- 2015:  Prefontaine Classic - 7.59,69+

### 5000 m
- 2003:  Pan-Amerikaanse jeugd kamp. - 14.20,29
- 2004:  Cardinal Invitational- B Race - 13.55,32
- 2004: 9e WK U20 in Grosseto - 13.52,85
- 2005: 5e Oregon Invitational- 13.50,10
- 2005: 5e NCAA-kamp. - 13.59,11
- 2007:  Oregon Invitational- Section 1 - 13.30,49
- 2009:  Oregon vs. UCLA Men's Dual - 13.55,75
- 2009:  NCAA-kamp. in Fayetteville - 14.04,12
- 2010:  NYRR Invite in Berkeley - 13.32,53
- 2011:  Amerikaanse kamp. - 13.25,52
- 2011:  Aviva Birmingham Grand Prix - 13.06,86
- 2011: 9e WK - 13.28,64
- 2012:  Prefontaine Classic - 12.58,90
- 2012:  USA Olympic Trials (tevens Amerikaanse kamp.) - 13.22,67
- 2012: 7e OS - 13.45,04
- 2013:  Amerikaanse kamp. - 14.54,91
- 2013: 8e WK - 13.29,87
- 2013: 5e Memorial Van Damme - 13.01,37
- 2014:  USATF High Performance Distance Classic - 13.19,59
- 2014:  Bislett Games - 13.03,35
- 2014: 4e Meeting Areva - 13.00,99
- 2014: 4e DN Galan - 13.05,97
- 2014:  Weltklasse Zürich - 13.07,82
- 2015:  Prefontaine Classic  - 13.12,36
- 2015:  Amerikaanse kamp. - 13.51,54
- 2015: 5e WK - 13.53,90

### 10.000 m
- 2005:  Oregon Twilight in Eugene - 28.15,52
- 2005:  NCAA-kamp. in Sacramento - 28.23,75
- 2006:  Telstra Zatopek Classic in Melbourne - 28.28,18
- 2007:  Payton Jordan Cardinal Invitational in Palo Alto - 27.33,48
- 2007:  NCAA-kamp. in Sacramento - 28.56,19
- 2007:  Amerikaanse kamp. in Indianapolis - 28.23,31
- 2007: 11e WK - 28.41,71
- 2008:  USA Olympic Trials in Eugene - 27.43,11
- 2008: 13e OS - 27.36,99
- 2009:  Oregon Relays in Eugene - 28.28,68
- 2009:  NCAA-kamp. in Fayetteville - 28.21,45
- 2009:  Amerikaanse kamp. in Eugene - 27.52,53
- 2009: 8e WK - 27.37,99
- 2010: 4e Payton Jordan Cardinal Invitational in Palo Alto - 27.10,74
- 2010:  Amerikaanse kamp. in Des Moines - 28.59,29
- 2011:  Amerikaanse kamp. in Eugene - 28.38,17
- 2011: 7e WK - 27.26,84
- 2011:  Memorial van Damme - 26.48,00
- 2012:  USA Olympic Trials (tevens Amerikaanse kamp.) in Eugene - 27.25,33
- 2012:  OS - 27.30,90
- 2013:  Amerikaanse kamp. in Des Moines - 28.47,32
- 2013: 4e WK - 27.24,39
- 2014:  Prefontaine Classic - 26.44,36
- 2014:  Amerikaanse kamp. in Sacramento - 28.12,07
- 2015:  Amerikaanse kamp. in Eugene - 28.11,61
- 2016: 5e OS - 27.08,92

### 5 km
- 2010:  Applied Materials Silicon Valley Turkey Trot in San Jose - 13.39

### 10 Engelse mijl
- 2018:  Tilburg Ten Miles - 46.24

### halve marathon
- 2011:  halve marathon van New York - 1:00.29,3
- 2017: 11e halve marathon van Praag - 1:01.59
- 2017:  halve marathon van Philadelphia - 1:02.18
- 2018:  halve marathon van Ostia - 59.47

### marathon
- 2016:  US Olympic Trials in Los Angeles - 2:11.13
- 2016:  OS - 2:10.05
- 2017:  Boston Marathon - 2:09.58
- 2017:  Chicago Marathon - 2:09.20
- 2018:  marathon van Praag - 2:06.07
- 2018: 5e Chicago Marathon - 2:06.21
- 2023: 8e Chicago Marathon - 2:08.48

### veldlopen
- 2005: 20e WK U20 in Saint Galmier (8 km) - 25.05
- 2006: 6e NCAA in Terre Haute (10 km) - 31.03,0
- 2007:  NCAA in Terre Haute (10 km) - 29.23,4
- 2008:  NCAA in Terre Haute (10 km) - 29.03,2
- 2011:  Bupa Great Edinburgh Crosscountry (8 km) - 25.50